# Malcolmia intermedia
Malcolmia intermedia är en korsblommig växtart som beskrevs av Carl Anton von Meyer. Malcolmia intermedia ingår i släktet strandlövkojor, och familjen korsblommiga växter. Inga underarter finns listade i Catalogue of Life.